# Fundación del Amo
El edificio Fundación del Amo fue un edificio de Madrid, enclavado al suroeste de la Ciudad Universitaria y diseñado por los arquitectos Luis Blanco Soler y Rafael Bergamín en 1929. La financiación corrió a cuenta de la fortuna del médico y filántropo español Gregorio del Amo, para beneficio de los estudiantes que optaron a las becas que instituyó. 

## Arquitectura
La Residencia para Estudiantes Fundación del Amo fue un edificio con planta en forma de H. La planta baja contenía las distribuciones y los servicios generales, y las otras tres (cuatro en el tramo central de la H) eran utilizadas por los dormitorios y aseos. Resultando un edificio muy funcional. Era más interesante en su interior que en su aspecto externo, pues los arquitectos habían diseñado también el mobiliario, la decoración y una iluminación muy vanguardista para la época, que resaltaba en el salón de actos y en la biblioteca.

## Destrucción
Fue destruido durante la guerra civil española, en 1936, pues la Ciudad Universitaria fue un frente muy activo durante la batalla de Madrid y otros muchos edificios, casi recién construidos, también resultaron seriamente dañados. Tras la contienda, la Fundación del Amo construyó otra residencia en la zona este de la Ciudad Universitaria, el C.M.U. Jaime del Amo, inaugurado en 1967, que sigue existiendo en la actualidad.